# Endiandra ledermannii
Endiandra ledermannii är en lagerväxtart som beskrevs av Teschn.. Endiandra ledermannii ingår i släktet Endiandra och familjen lagerväxter. Inga underarter finns listade i Catalogue of Life.